# Іцхак Кадурі
Раббі Іцхак Кадурі (нар. 2 жовтня 1898, Багдад — 28 січня 2006, Єрусалим) — один з найбільш відомих рабинів Ізраїлю і провідний сефардський каббалист свого часу. В останні роки свого життя його називали «Закен ха-Мекубалім» (Старійшина Каббалістів).
Раббі Іцхак Кадурі був широко відомий тим, що напам'ять знав книги Святого Письма та інші юдейські книги, присвятив своє життя молитвам за єврейський народ. Він був учителем і шанованим керівником семінарії єшиви «Нахалат Іцхак». Особисто знав багатьох єврейських мудреців і знаменитостей минулого століття, що жили на Святій Землі і зберігали віру ще до заснування держави Ізраїль. Рабина Кадурі поважали не тільки через його похилий вік. Він славився своєю харизмою і мудрістю. Головні рабини дивилися на нього знизу вгору, як на праведника. Тисячі людей приходили до нього за порадою або зціленням. Його благословення і амулети були також широко відомі здатністю лікувати людей від хвороб і безпліддя. За своє життя Кадурі не опублікував жодних релігійних книг або статей. Крім цього, рав був одним з духовних лідерів партії «ШАС» і сефардського єврейства. На момент його смерті 28 січня 2006, його вік оцінювався в 110—118 років, і його рік народження досі оскаржується.

## Біографія
Рав Кадурі народився в Багдаді в родині Зєев Диба, торговця прянощами, і його дружини Тупахі. Навчався у відомій ієшиві Бейт Зілхі в Багдаді, де встиг повчитися у р. Йосефа Хаїма, автора збірки «Бен-Робочі-хай» і найбільшого лідера іракського єврейства XIX століття. Молодий Іцхак виявив видатні здібності і до 17 років знав весь Талмуд напам'ять. У 17 років вперше виступив з проповіддю, але був змушений її припинити через те, що проявив свої каббалістичні сили впливу на людей, які не дуже корисні для конкретних слухачів. З тих пір р. Кадурі майже не виступав.
1922 року емігрував до Палестини і вступив на навчання в єшиву каббалістів «Шошанна ле-Давид», а потім в єшиву Порат Йосеф до Раву Ефраїму Коену, де були зосереджені основні кабалісти Єрусалиму, такі як р. Салман Еліаху і р. Ієхуда Петая.
Перед шлюбом зі своєю першою дружиною, Сарою, поміняв своє прізвище на Кадурі. У вільний від навчання час займався палітуркою священних книг, які вивчав напам'ять, і міг повністю процитувати через багато років. Єшива «Порат Йосеф» була евакуйована з Старого міста під час Війни за незалежність, а більшість книг в ній згоріли. Після війни рав Іцхак навчався в ієшиві каббалістів Бейт-Ель, після чого створив власну єшиву «Нахалат Іцхак» для вивчення молитви з коментарів рава Шалома Шараба. Разом з єшиви рав Кадурі створив також релігійний суд.
У 1988 році помирає рав Ефраїм Коен, і рав Іцхак успадковує звання старійшини каббалістів. Його перша дружина, Сара, померла в 1989 році. Рав стверджував, що у нього зникло колишнє ясновидіння і можливість глибокого розуміння Тори, так як він залишився один, тому в 1993 році він одружився вдруге на 55-річної Доріт.
У 1996 році приєднується до партії «ШАС» і стає її другим духовним лідером. Великі політики починають приходити до Раву на прийом. Ті, кого він приймає, надалі процвітають. За розповідями послідовників, рав неодноразово їздить на місця лих, щоб їх зупинити.

### Останні дні
Кадурі прожив життя в бідності і простоті. Він мало їв, мало говорив і багато часу проводив у молитві на місцях поховань праведників в Ізраїлі. У січні 2006 року Кадурі був госпіталізований з пневмонією в лікарні бікурім-холім в Єрусалимі. Кадурі помер близько 10 вечора 28 січня 2006 року (29 тевета 5766). В останню путь його проводжали всі найвідоміші рабини і політики Ізраїлю. За оцінками, близько 300 000 чоловік взяли участь в його похоронної процесії 29 січня, проводжаючи на кладовище Гар ха-Менухот при в'їзді в Єрусалим.